# Еміль Гойлунн
Еміль Вінтер Гойлунн (дан. Emil Winther Højlund, нар. 4 січня 2005, Копенгаген, Данія) — данський футболіст, нападник німецького клубу «Шальке 04».

## Біографія
Еміль Гойлунн народився у Копенгагені у футбольній родині. Його батько Андерс був професійним футболістом. Старший брат Расмус — футболіст англійського «Манчестер Юнайтед» та національної збірної Данії. Брат-близнюк Оскар грає у складі ФК «Копенгаген».

## Ігрова кар'єра

### Клубна
З 2018 року разом з братом Оскаром Еміль Гойлунн приєднався до молодіжної команди клубу «Копенгаген». Першу гру на професійному рівні Еміль провів у грудні 2021 року у матчі Ліги конференцій проти словацького «Слована». В подальшому Еміль виступав у Юнацькій лізі. У грудні 2021 року Еміль підписав з клубом професійний контракт.
22 липня 2023 року у матчі проти «Люнгбю» Еміль Гойлунн дебютував у чемпіонаті Данії.

### Збірна
З 2020 року Еміль Гойлунн захищав кольори юнацьких збірних Данії.